# Willi Peiter
Willi Peiter (* 22. Januar 1917 in Diez; † 26. Juli 1989 in Bad Krozingen) war ein deutscher Politiker (SPD).

## Leben und Beruf
Nach dem Besuch der Volksschule absolvierte Peiter von 1931 bis 1934 eine kaufmännische Ausbildung und arbeitete anschließend als Kaufmann in Bielefeld und Gießen. Er leistete seit 1938 Reichsarbeitsdienst und wurde anschließend zur Wehrmacht eingezogen. Von 1939 bis 1945 nahm er als Soldat am Zweiten Weltkrieg teil und geriet nach Kriegsende zunächst in britische, später in US-amerikanische Gefangenschaft.
Nach seiner Entlassung aus der Kriegsgefangenschaft war Peiter seit September 1945 als Verwaltungsangestellter bei der Stadt Diez tätig. Zuletzt wurde er dort zum Stadtoberinspektor befördert.

## Partei
Peiter trat 1946 in die SPD ein und wurde später in Diez zum Ortsvorsitzenden der Sozialdemokraten gewählt.

## Abgeordneter
Peiter wurde in den Kreistag gewählt und war von Mai bis Oktober 1967 Mitglied des Rheinland-Pfälzischen Landtages. Dem Deutschen Bundestag gehörte er vom 22. Februar 1962, als er für den verstorbenen Abgeordneten Adolf Ludwig nachrückte, bis 1965 sowie vom 19. September 1967, als er für den verstorbenen Abgeordneten Franz Stein nachrückte, bis 1980 an. In allen Wahlperioden, bis auf der siebten (1972–1976), in der er den Wahlkreis Montabaur vertrat, war er über die Landesliste Rheinland-Pfalz ins Parlament eingezogen.

## Öffentliche Ämter
Peiter amtierte von 1985 bis zu seinem Tode als Bürgermeister der Stadt Diez.

## Kontakt mit der HVA der DDR
Helmut Müller-Enbergs hat in Rosenholz. Eine Quellenkritik (2007) Peiter als einen von „mindestens zehn“ Abgeordneten genannt, der im Deutschen Bundestag von 1969 bis 1972 in direktem Kontakt mit dem Ministerium für Staatssicherheit der DDR gestanden habe. So soll dieser als IM „Leder“ für die Hauptverwaltung A tätig gewesen sein.
Der BStU stellte 2013 fest, dass sich das „allein anhand der vorliegenden Unterlagen nicht feststellen“ lasse.